# 仁川大橋

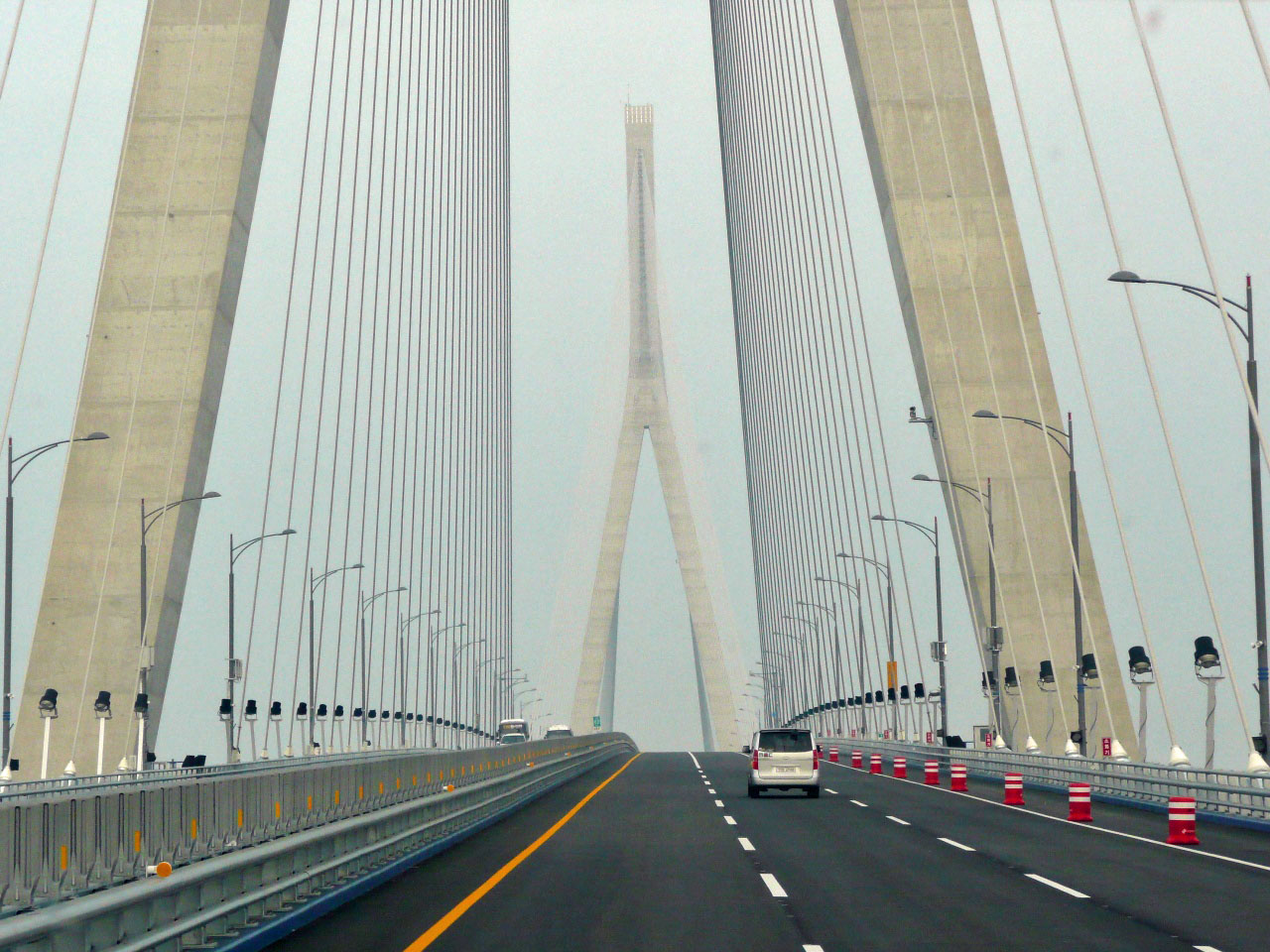
仁川大橋（2009年10月31日撮影）

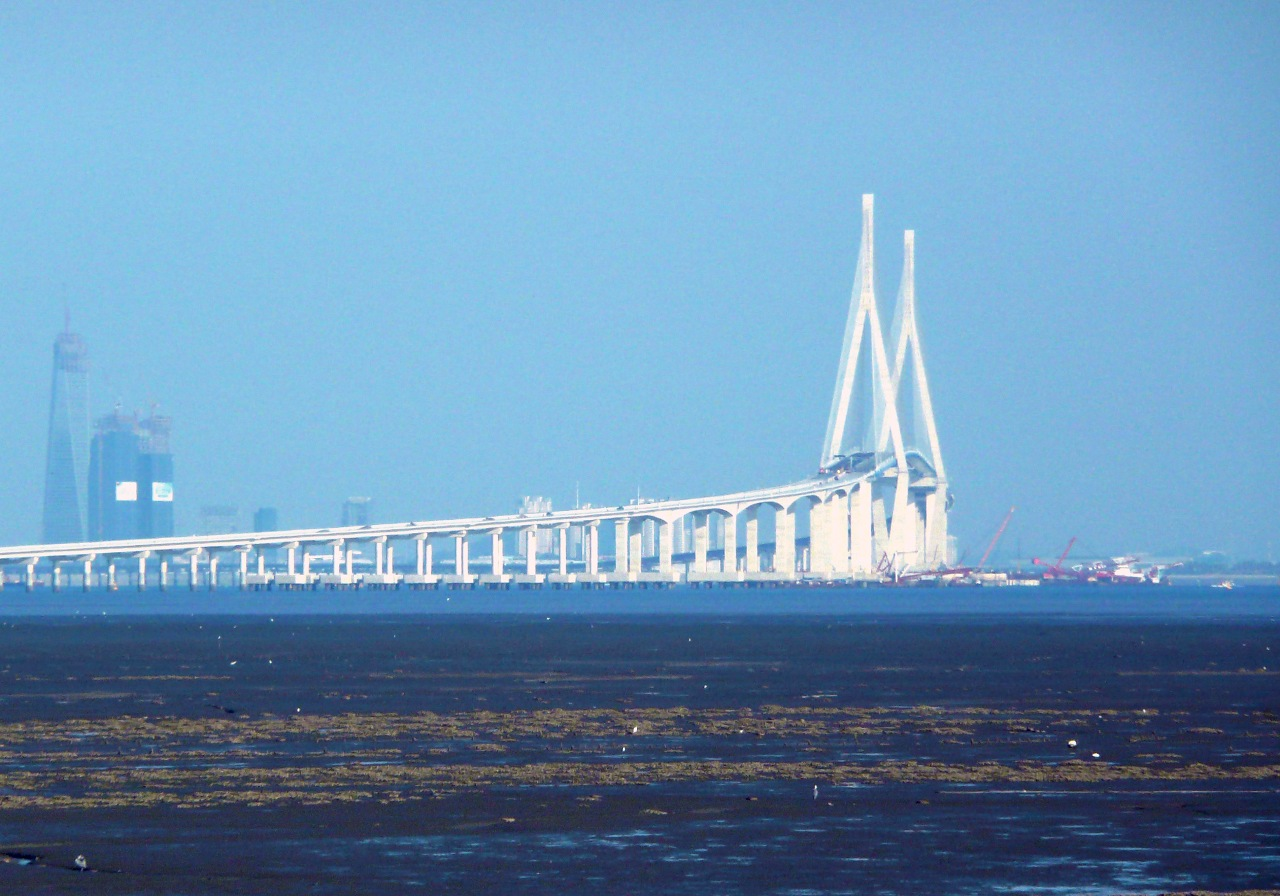
仁川国際空港高速道路（130号線）より見る
仁川大橋（2009年9月13日撮影）

仁川大橋（インチョンおおはし）は仁川大橋連結道路（110号線）を構成する橋で、仁川広域市中区永宗島と仁川広域市松島新都市を結ぶ。2005年着工。2009年10月16日完成、10月18日開通。

## 規模
総延長21.27km（うち橋梁は18.2km）。高架橋区間は橋脚の間隔が50m、接続橋区間は橋脚の間隔が145mとなっている。斜張橋は橋脚の間隔が800mで、大韓民国で一番橋脚の間隔が長い橋である。

## 設計・施工
21kmを越える大型構造物ではあるが工区分けは行わず、施工業者となったサムスン物産ほか7社によるJVが全てを担当した。工事費の低減を図る為に、東南アジアから労働者を招いて工事に当たらせた。建設地は過去に地震の発生した記録があることから、斜張橋部分の構造設計は、日本の長大が担当し、耐震性を考慮した設計を行った。

## インターチェンジなど
仁川大橋連結道路
- 1 空港新都市（コンハンシントシ）JCT（仁川国際空港高速道路（130号線））
- 2 永宗（ヨンジョン）IC
- TG 仁川大橋料金所（本線料金所）
  - 仁川大橋
- 4 延寿（ヨンス）JCT（仁川大橋連結道路支線）
- 5 玉蓮（オクリョン）IC
- 6 鶴翼（ハギク）JCT（第二京仁高速道路（110号線））

仁川大橋連結道路支線
- 4 延寿（ヨンス）JCT
- 4-1 松島（ソンド）IC

## 写真

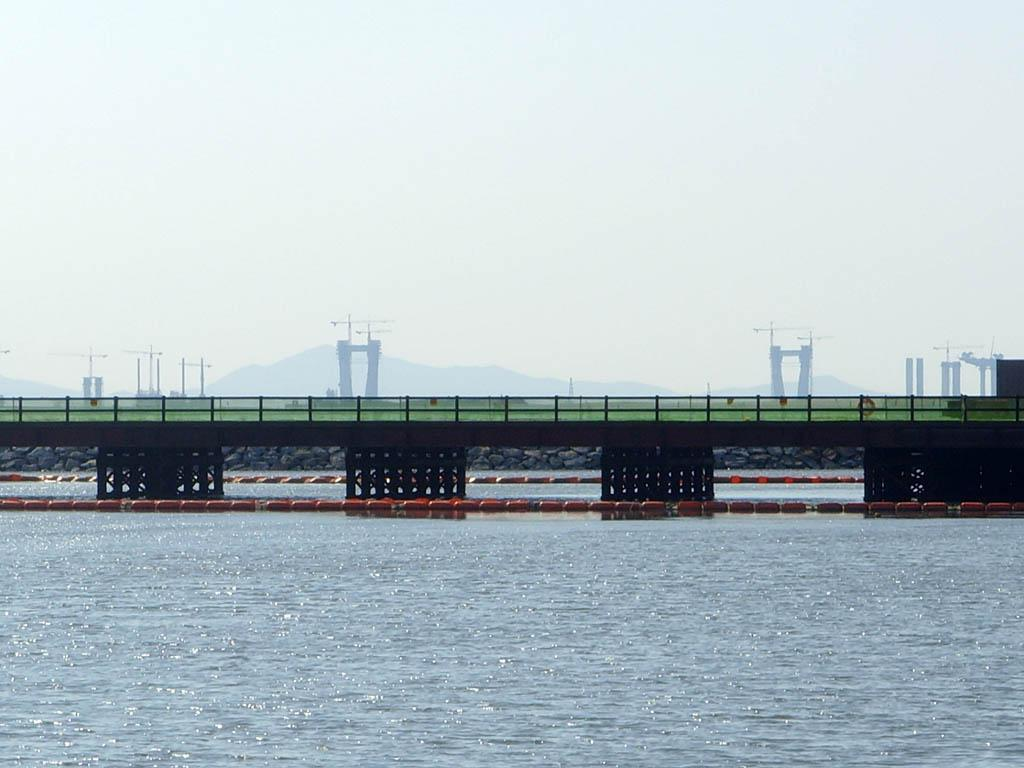
2007年3月17日 主塔
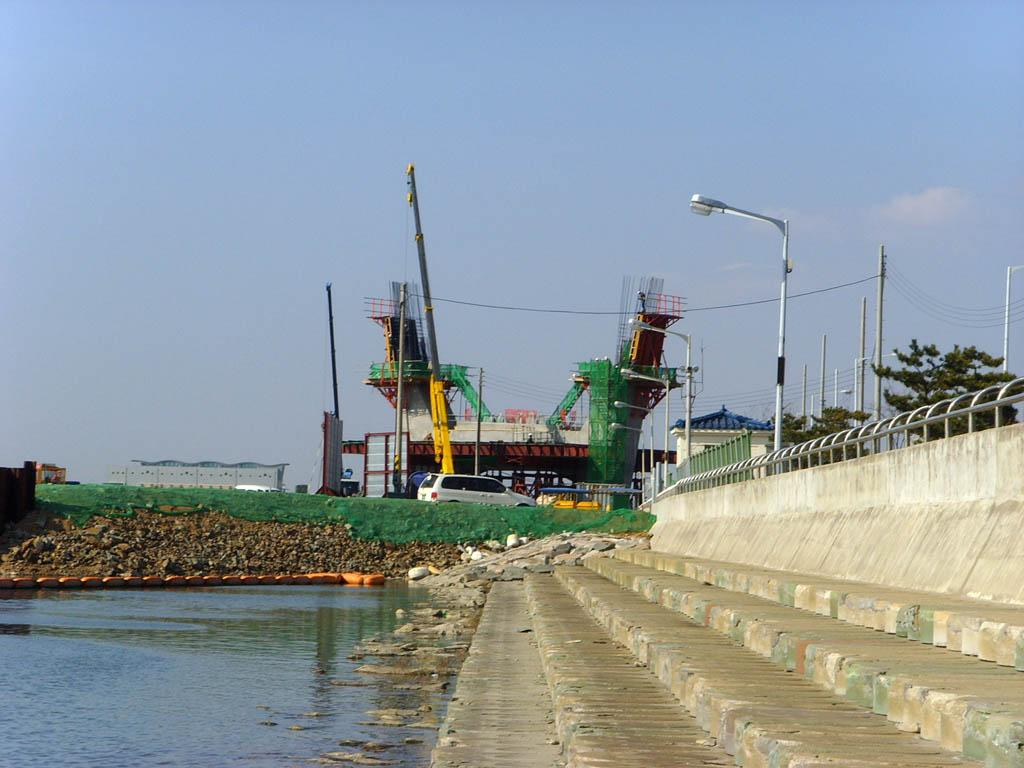
2007年 3月17日 児岩（アアム）橋
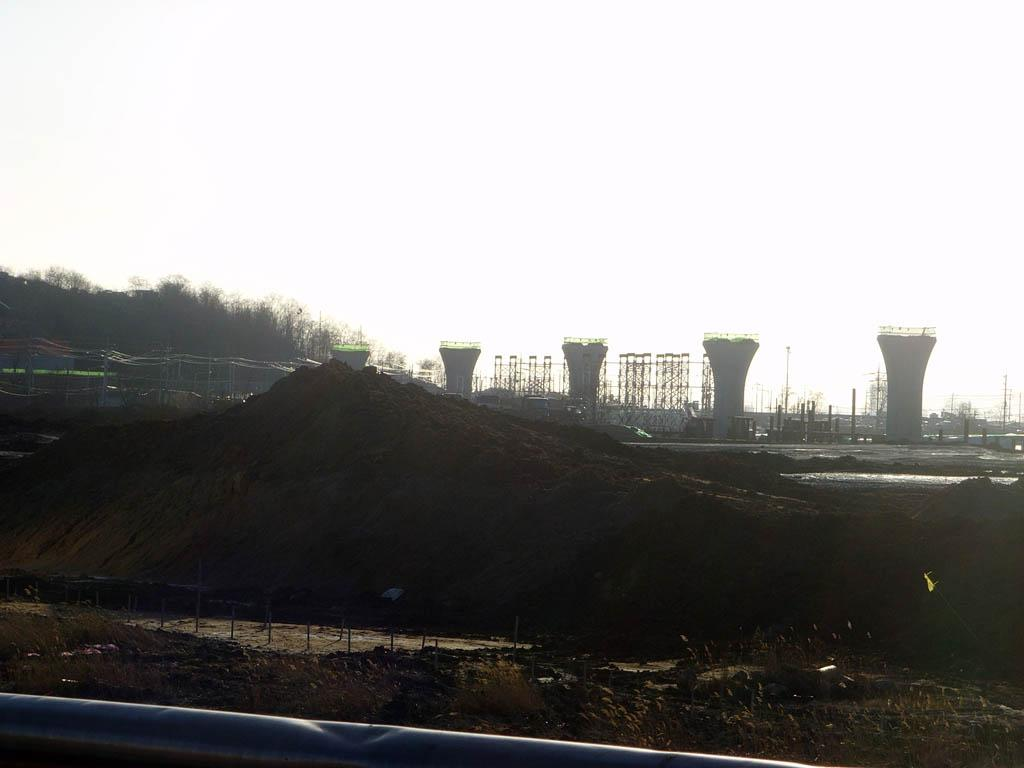
2007年3月17日 鶴翼ジャンクション付近
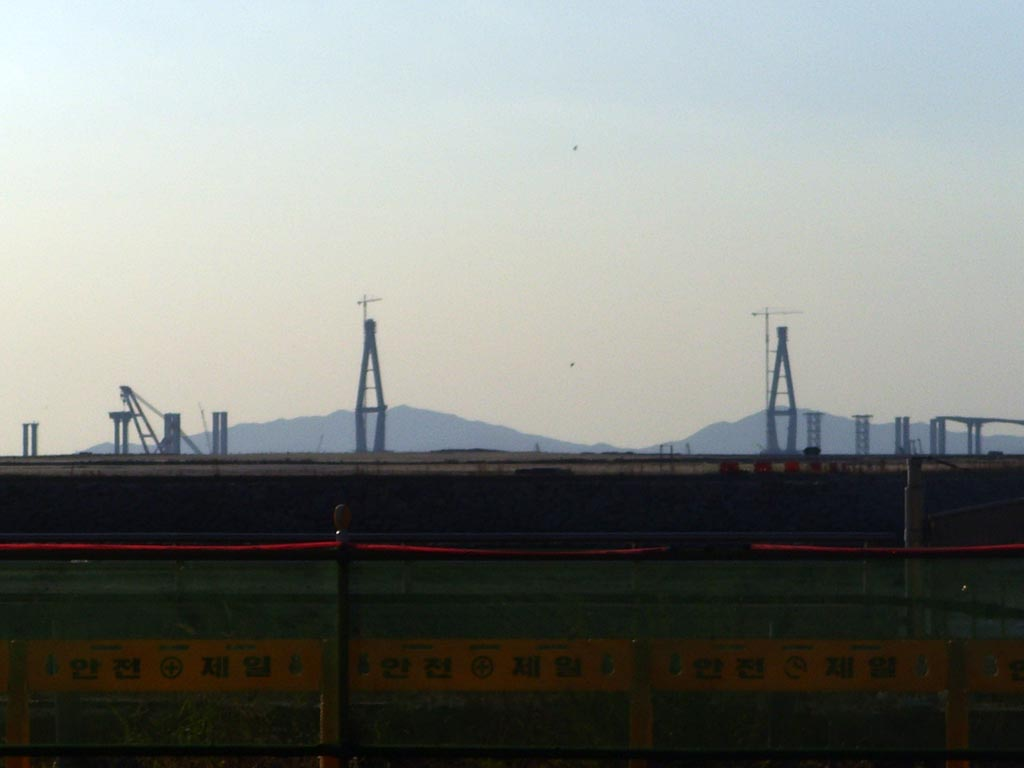
2007年11月3日 主塔
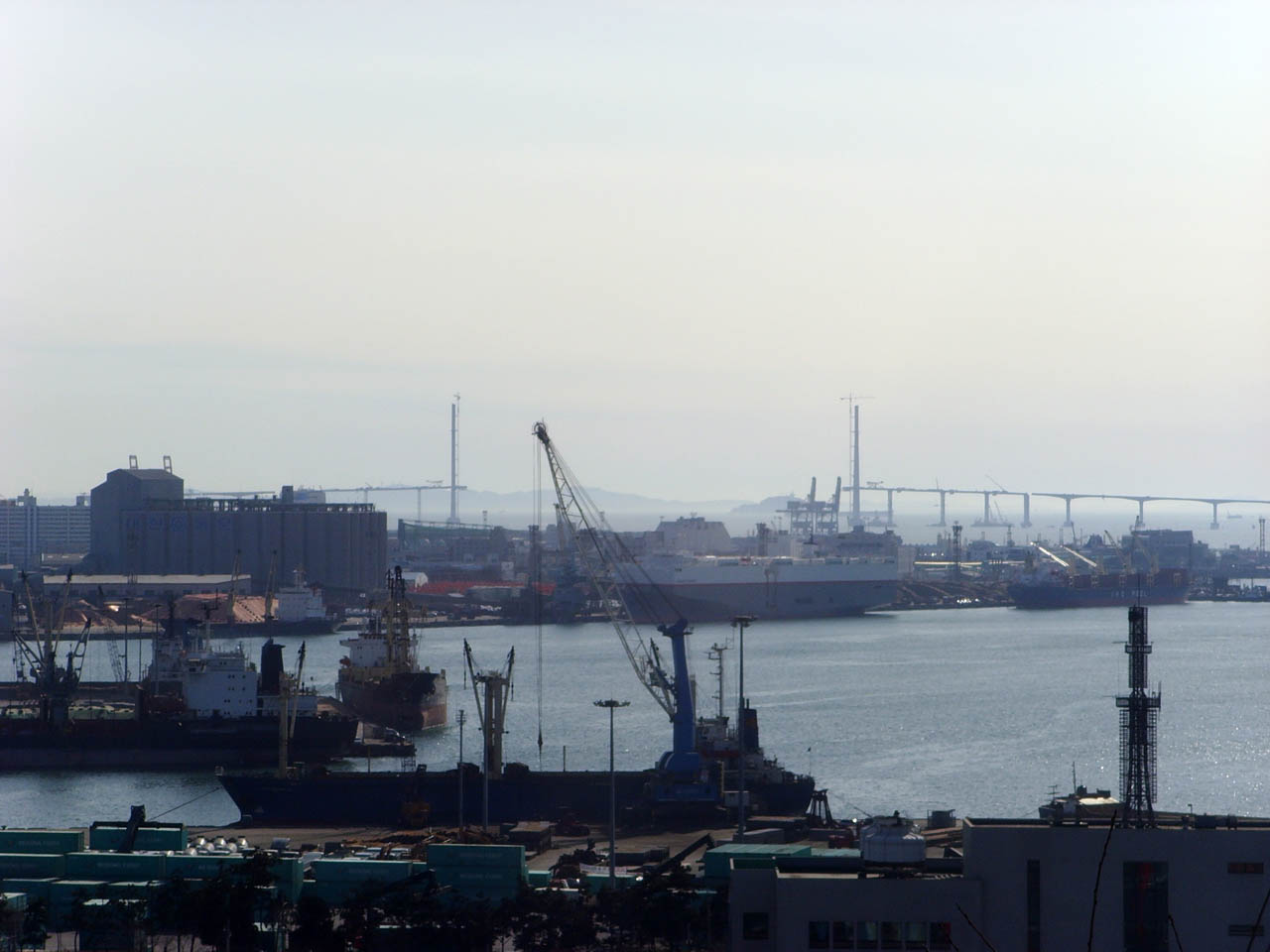
2008年3月15日 主塔
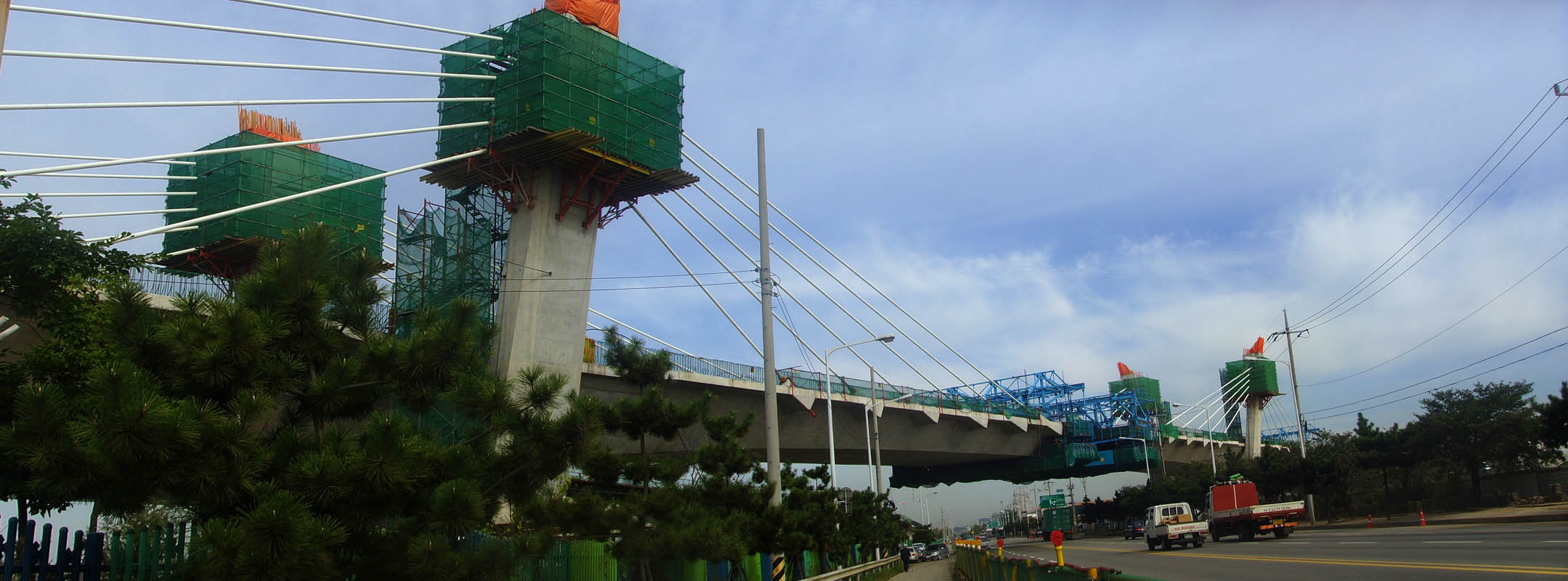
2008年9月27日 児岩橋
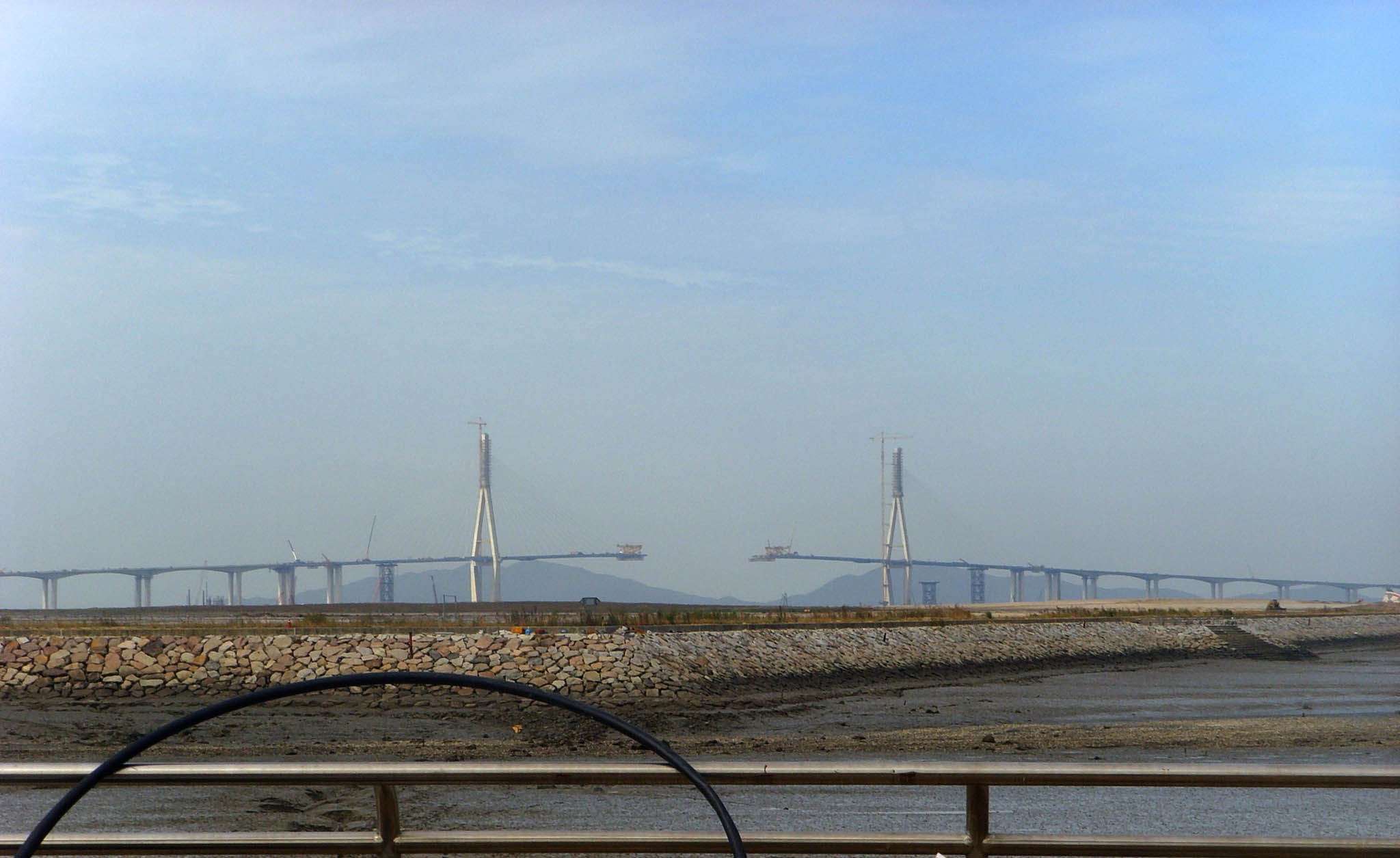
2008年9月27日 主塔
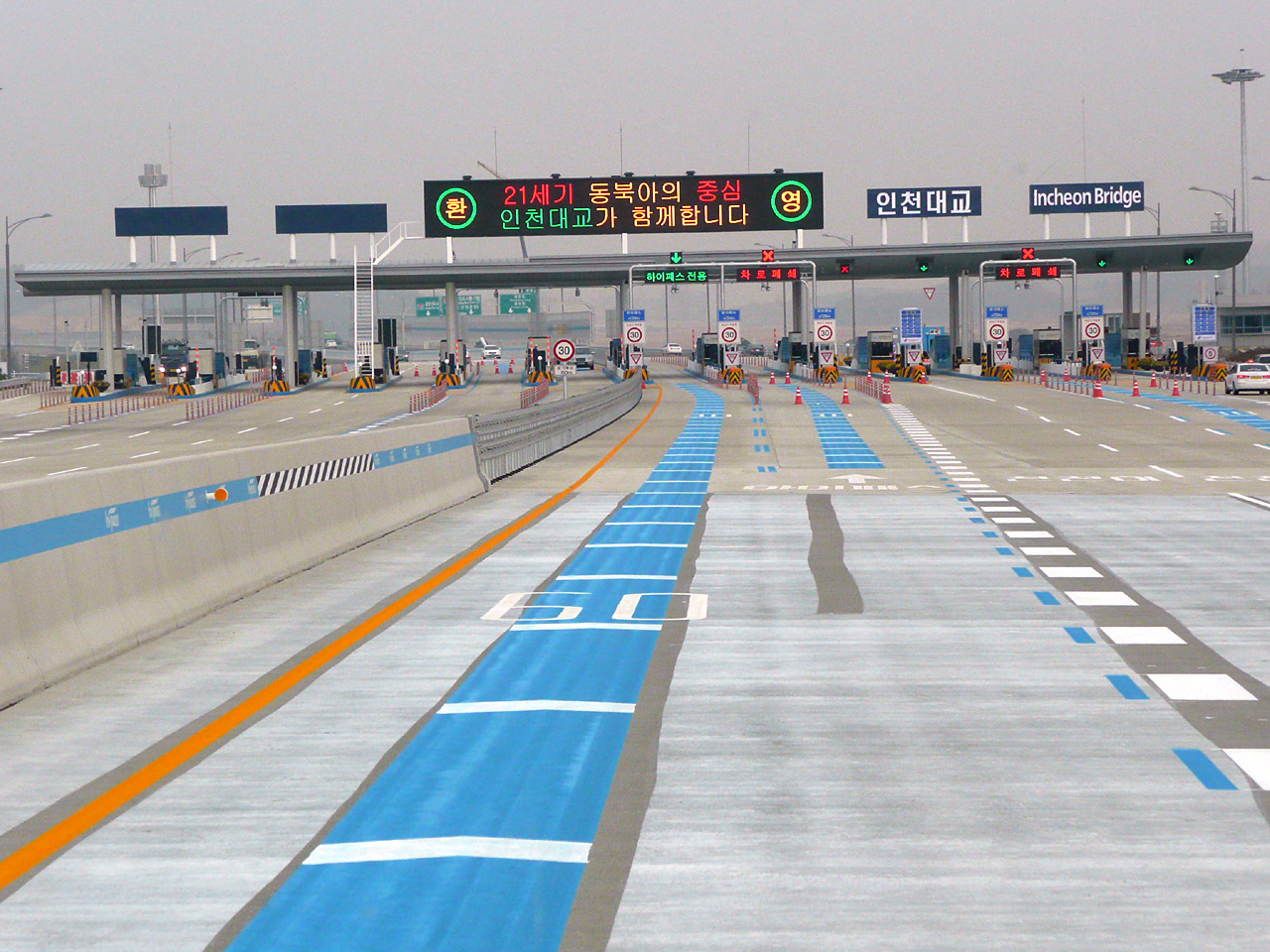
2009年10月31日 仁川大橋料金所
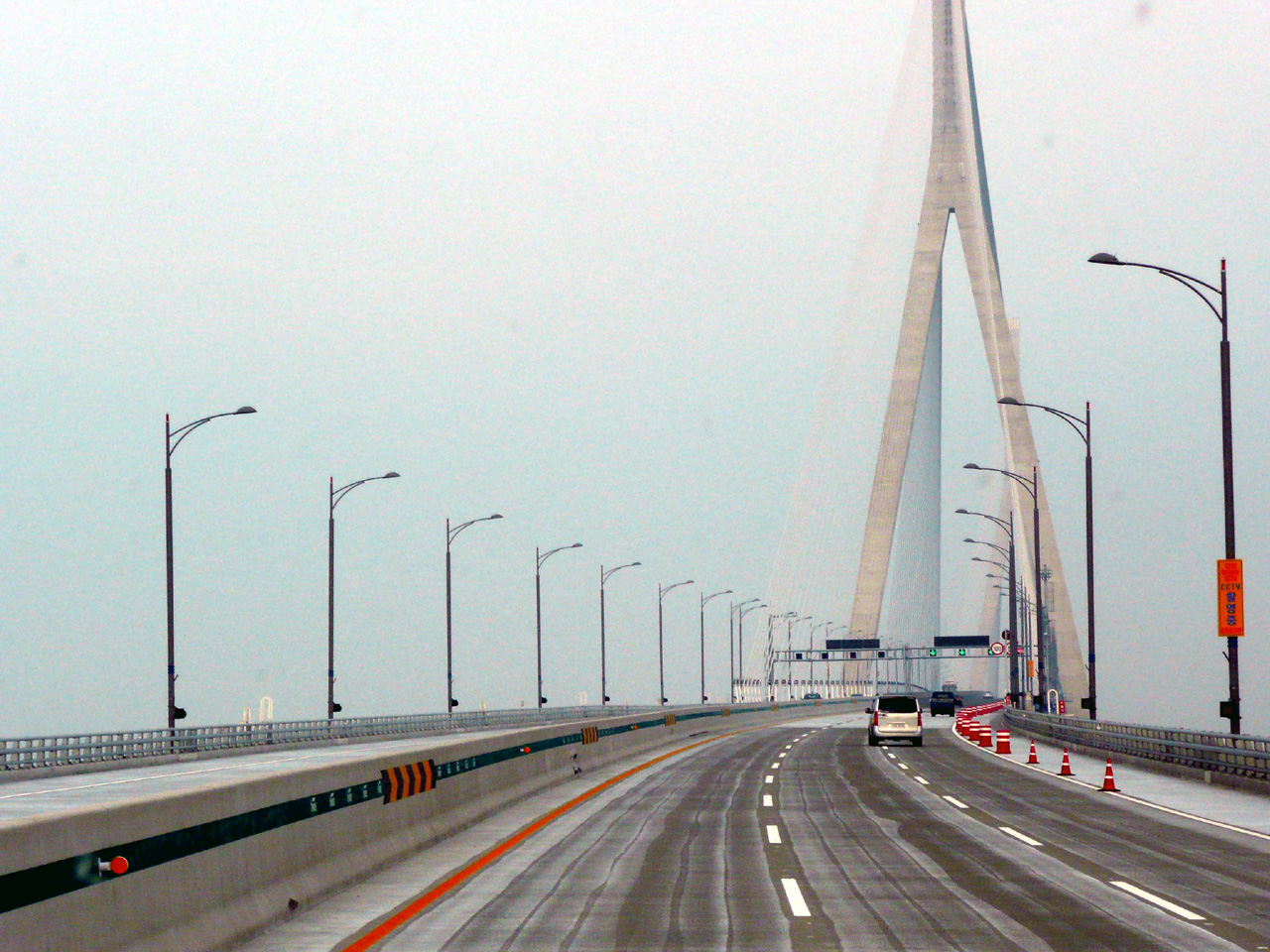
2009年10月31日 仁川大橋
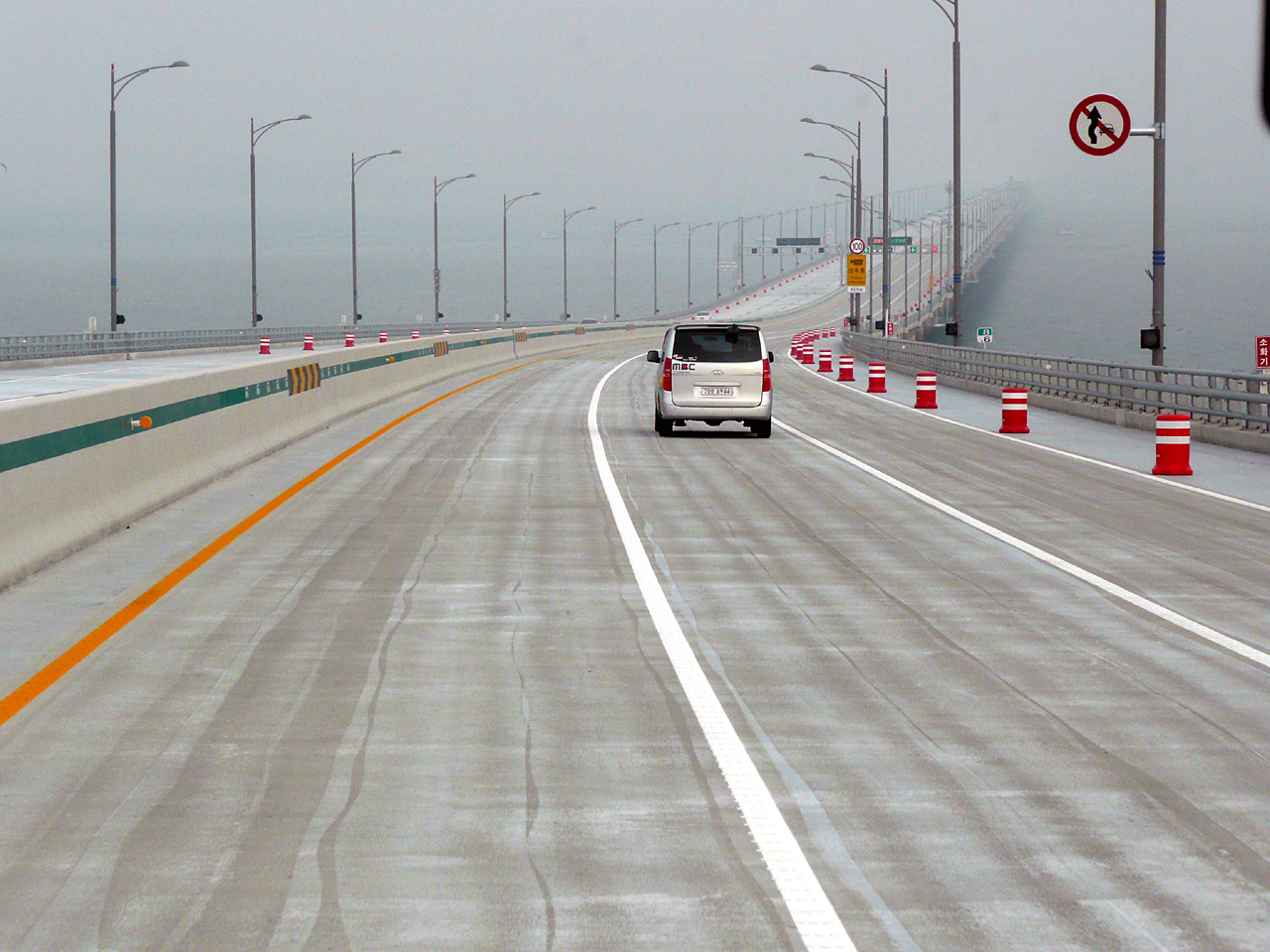
2009年10月31日 仁川大橋から仁川国際空港高速道路へ向かう海上橋
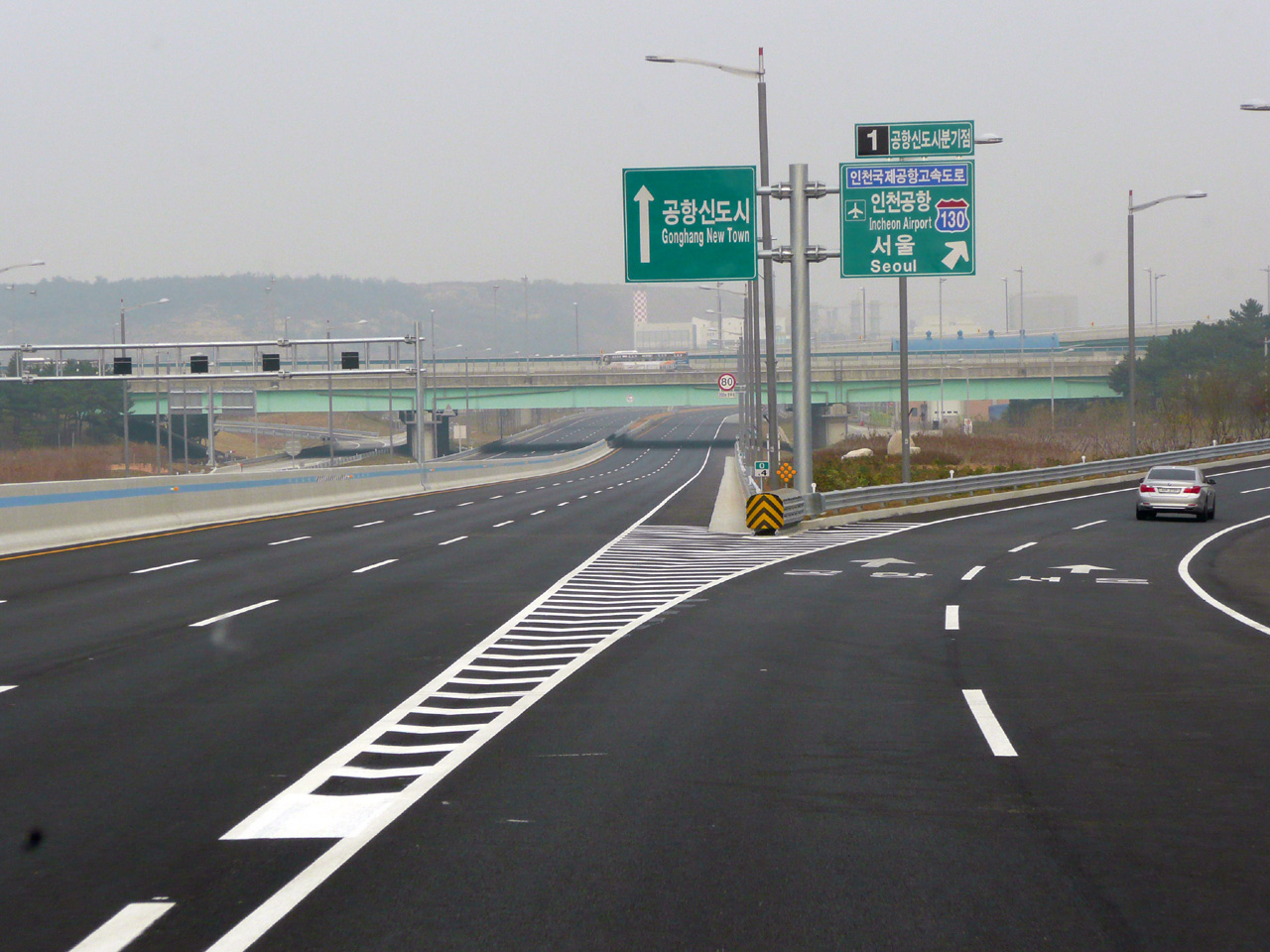
2009年10月31日 空港新都市ジャンクション